# Lago di Robièi
Lago di Robièi – sztuczny zbiornik wodny (retencyjny) w kantonie Ticino w Szwajcarii, w Alpach Lepontyńskich.

## Charakterystyka
Zbiornik na rzece Robièi jest położony na wysokości 1940 m n.p.m., w dolinie Bavona (wł. Val Bavona). Ma pojemność użytkową 6,5 miliona m³ i całkowitą 6,7 miliona m³. Został zbudowany w 1965 roku przez przedsiębiorstwo Maggia Kraftwerke AG (Ofima), podobnie jak sąsiedni Lago del Zött.

## Turystyka
Wewnątrz zapory znajduje się ścieżka edukacyjna, która wyjaśnia konstrukcję obiektu oraz kontrolę bezpieczeństwa, a także zagadnienia produkcji energii elektrycznej przez turbiny wodne. Nad akwen można dojechać koleją linową z San Carlo w dolinie Bavona. Okolice zbiornika są węzłem wysokogórskich szlaków pieszych, m.in. nad pobliskie Lago Bianco, a także do schroniska Capanna Cristallina na przełęczy Cristallina, skąd zdobyć można szczyt Pizzo Cristallina.
Jezioro jest popularnym miejscem uprawiania wędkarstwa.